# New Blood (Peter Gabriel)
New Blood è il nono album in studio di Peter Gabriel, pubblicato il 10 ottobre 2011.
Contiene l'arrangiamento orchestrale di brani che ripercorrono l'intera carriera di Gabriel ed è il seguito del progetto iniziato con l'album Scratch My Back (2010) nel quale il cantante aveva rivisitato per orchestra brani di altri artisti.

## Tracce
1. The Rhythm of the Heat – 5:41 – Peter Gabriel, 1982
2. Downside Up (ft. Melanie Gabriel) – 3:52 – OVO, 2000
3. San Jacinto – 6:58 – Peter Gabriel, 1982
4. Intruder – 5:07 – Peter Gabriel, 1980
5. Wallflower – 6:25 – Peter Gabriel, 1982
6. In Your Eyes – 7:13 – So, 1986
7. Mercy Street – 5:59 – So, 1986
8. Red Rain – 5:16 – So, 1986
9. Darkness – 6:10 – Up, 2002
10. Don’t Give Up (ft. Ane Brun) – 6:40 – So, 1986
11. Digging in the Dirt – 4:57 – Us, 1992
12. The Nest that Sailed the Sky – 3:54 – OVO, 2000
13. A Quiet Moment – 4:48 – inedito
14. Solsbury Hill (bonus track) – 4:35 – Peter Gabriel, 1977

### Special Edition
Disco 1 (Il primo disco contiene le stesse tracce del precedente)
Disco 2
1. The Rhythm of the Heat (strumentale) - 5:41
2. Downside Up (strumentale) - 3:52
3. San Jacinto (strumentale) - 7:12
4. Intruder (strumentale) - 5:06
5. Wallflower (strumentale) - 6:24
6. In Your Eyes (strumentale) - 7:13
7. Mercy Street (strumentale) - 6:00
8. Red Rain (strumentale) - 5:16
9. Darkness (strumentale) - 6:10
10. Don't Give Up (strumentale) - 6:40
11. Digging in the Dirt (strumentale) - 4:58
12. The Nest that Sailed the Sky (strumentale) - 3:54
13. Blood of Eden (traccia bonus) - 6:05

### Deluxe Edition (Live in London 2009)
Questa edizione contiene gli stessi dischi della precedente edizione.
DVD
1. Intruder
2. Wallflower
3. The Boy in the Bubble
4. Après Moi
5. The Drop
6. Washing of the Water
7. The Book of Love
8. Darkness
9. The Power of the Heart
10. Biko
11. San Jacinto
12. Digging in the Dirt
13. Signal to Noise
14. Downside Up
15. Mercy Street
16. The Rhythm of the Heat
17. Blood of Eden
18. Red Rain
19. Solsbury Hill
20. In Your Eyes
21. Don't Give Up
22. The Nest that Sailed the Sky

Disco 4 (Live Blood – Live Recording)
1. The Rhythm of the Heat
2. Mercy Street
3. Digging in the Dirt
4. Signal to Noise
5. Intruder
6. Biko
7. San Jacinto
8. Solsbury Hill
9. In Your Eyes (featuring Sevara Nazarkhan)
10. Don't Give Up (featuring Ane Brun)

## Classifiche
| Paese  | Posizione raggiunta |
| ------ | ------------------- |
| Italia | 6                   |